# LIVE (NEWS專輯)
『LIVE』是日本男性偶像團體NEWS的第4張專輯作品。

## 概要
- 與前作時隔1年零10個月。
- 收錄「愛情血型ABO」、「櫻花女孩」及東京電視台劇集24 『Troubleman』主題歌「BE FUNKY!」。
- 初回限定盤收錄13首歌曲、特刊（16頁）和一張「NEWS Unplugged Live」的DVD。
- 通常盤收錄15首歌曲和特刊（32頁）。其中最後兩首Bouns Track則收錄單曲「愛情血型ABO」中的演唱會公佈的「Share」的正式錄音室版本，與及之前專輯「color」，並在拍攝「NEWS Unplugged Live」時同時錄音的「Forever」新錄版本。

## 收錄曲

### 初回限定盤
CD
1. 愛情血型ABO（恋のABO） [4:41]
作詞：zopp、作曲：adult education、編曲：鈴木雅也
2. LIVE [4:53]
作詞・作曲：JIN　編曲：JIN/nishi-ken/CHOKKAKU
3. 給初生的你（生まれし君へ） [3:59]
作詞：真部小里　作曲：櫻井真一　編曲：鈴木雅也
4. Supernatural [4:23]
作詞・作曲：MDP、編曲：木村篤史
5. 秋日的天空（秋の空） [4:17]
作詞：kafka、作曲：ヒロイズム、編曲：長岡成貢
6. 2人/130000000的奇蹟（2人/130000000の奇迹） [4:33]
作詞：zopp　作曲：大智、編曲：石塚知生
7. Dancin' in the Secret [3:46]
作詞：zopp　作曲：Freakchild　編曲：鈴木雅也
8. Wonderland（ワンダーランド） [4:22]
作詞：ヒロイズム・Takeshi Kodani、作曲：ヒロイズム、編曲：吉岡たく
9. 櫻花女孩（さくらガール） [4:50]
作詞：ヒロイズム・Hacchin'・Maya、作曲・編曲：ヒロイズム
10. BE FUNKY! [3:47]
作詞：zopp　作曲：Tatsuya Kurauchi　編曲：鈴木雅也
  - 東京電視台劇集24 『Troubleman』主題歌
11. D.T.F  [4:24]
作詞：nami、真部小里、作曲：大智・伊橋成哉・渡辺拓也、編曲：岩田雅之
全寫為Do The Fool的意思。
12. 沒有內容的信（内容の无い手纸） [4:15]
作詞・作曲：ヒルクライム
13. Endless Summer（エンドレス・サマー） [4:15]
作詞・作曲・編曲：ヒロイズム

DVD
- Unplugged LIVE
（櫻花女孩 / SUMMER TIME / 秋日的天空 / SNOW EXPRESS）
- Unplugged LIVE Making

### 通常盤
CD
1. 愛情血型ABO
2. LIVE
3. 給初生的你
4. Supernatural
5. 秋日的天空
6. 2人/130000000的奇蹟
7. Dancin' in the Secret
8. 樂園
9. 櫻花女孩
10. BE FUNKY!
11. D.T.F
12. 沒有內容的信
13. 無盡之夏
14. Share
15. Forever(Unplugged Ver.)